# Toegangshek Vondelpark (Vondelstraat 120)
Het Toegangshek Vondelpark (Vondelstraat 120) is een artistiek kunstwerk in Amsterdam-Zuid.
Het Vondelpark kent diverse ingangen. Deze zijn aangebracht in de loop der jaren. Van alle toegangen zijn er zes tot rijksmonument verklaard, waarbij de toegang aan de Stadhouderskade een aparte status kreeg. De andere vijf, aan de P.C. Hooftstraat, Roemer Visscherstraat, Vondelstraat (nabij nummer 120), Vondelstraat bij nummer 164 en Koninginneweg zijn samen onder een monument zijn begrepen. Het hekwerk Vondelstraat nabij nummer 120 bevindt zich nabij de Vondelkerk, eveneens een rijksmonument.
De hekwerken bestaan volgens het monumentenregister uit ijzeren hekpijlers, die van het ijzeren basement gedecoreerd en gecanneleerd zijn. De pijlers zijn afgewerkt met leeuwenkoppen, acanthusmotieven, en puntvormige bekroningen. Deze pijlers zijn dragers van openslaande hekwerken, die eenzelfde mate van decoratie hebben. Ze zijn in 1996 tot monument verklaard vanwege hun typologische waarde en hun belang binnen nog gave onderdelen van het park.